# 上海在池州的小三线建设

## 历史

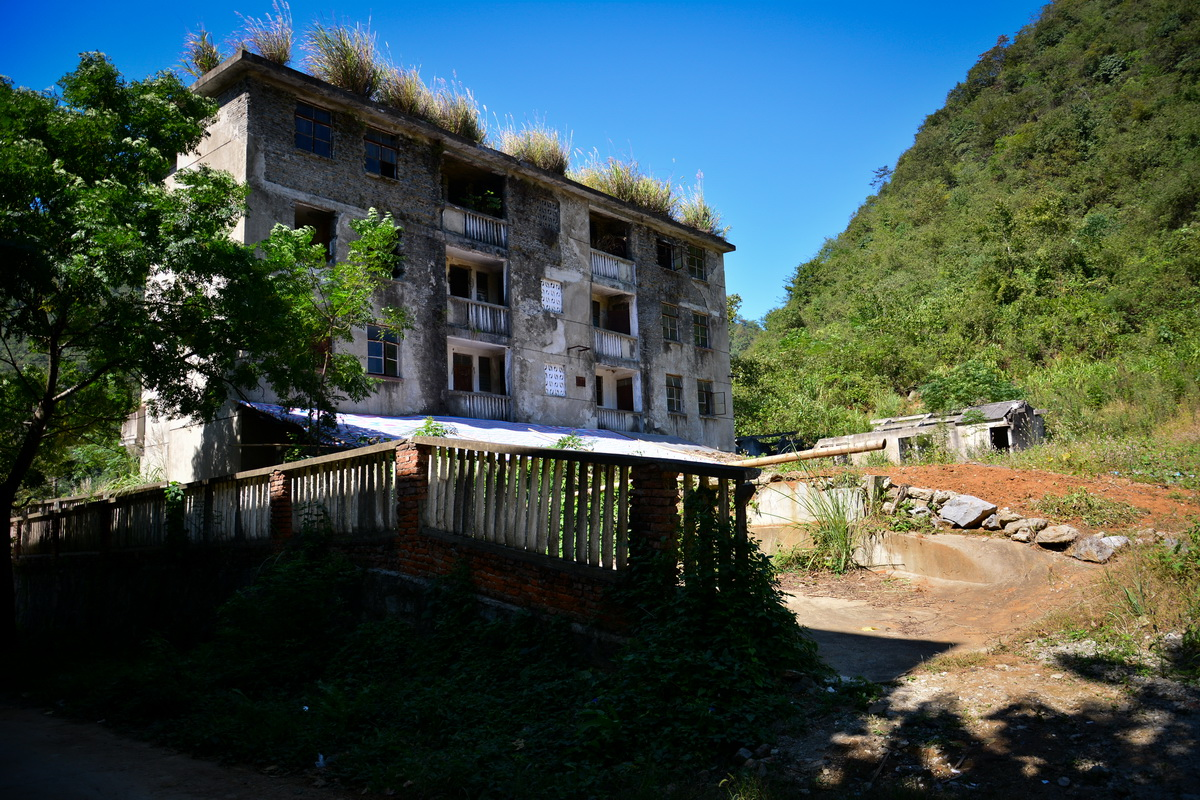
位于贵池区梅街镇境内的上海八五钢厂职工宿舍区遗址。

1973年贵池县城卫星图。图中右侧的公路为通车不久的“五零七”专用公路，即今东湖中路

### 背景
1960年代，随着越南战争的升级和美国在中国东南沿海的军事攻势，以及中苏交恶和两国间的小规模武装冲突、全面战争危机，中共中央作出了关于加强备战、巩固国防的重大战略决策，进行三线建设。当时，与国务院直接管理的“大三线”地区相对，为支援东部沿海地区，呼应西北、西南地区，中部地区各省以及沿海各省腹地，一批省属的“小三线地方军工企业”，由当地国防工办领导，进行常规军事工业，基础工业，电力，交通建设。
当时，池州地区地处苏皖浙赣边区，曾是抗日战争时期的中国共产党抗日根据地和历次国内革命战争时期的中国共产党革命根据地，经济资源丰富，粮食不但可以完全自给，还畅销省内外，但是境内只有贵池茶厂等少数以农产品加工为主的工厂，交通条件较差，部分山区甚至没有一条通往外界的公路。为解决工业基础薄弱的状况，从1965年起，上海市国防工办相继在当地山区选址兴建一些企业。这些企业主要分布在贵池县东南部山区和东至县西部皖赣交界山区，至1988年1月国务院宣布对这些企业调整结束。
1969年12月，上海市国防工办在贵池县梅街公社成立507指挥部，并先后着手在贵池县南部山区筹建工厂；同时又在灵芝塔组建325电厂；为解决交通运输问题，又在池州镇城北生产大队黄窑生产队，兴建700平方米的507货运码头，顺便修筑了从齐山通往码头的公路，1971年6月1日投入使用。从1969年至1978年，贵池县和东至县共派出5000余民工参加“小三线”施工。
| 项目名称       | 今所在地                | 启用年份 | 停运年份 | 备注                                        |
| -------------- | ----------------------- | -------- | -------- | ------------------------------------------- |
| 胜利机械厂     | 贵池区梅街镇            | 1970年   | 1997年   | 主要生产五七高炮（即 苏联57毫米С-60高射炮） |
| 前进机械厂     | 贵池区梅街镇            |          |          | 主要生产五七高炮（即 苏联57毫米С-60高射炮） |
| 五洲电器厂     | 贵池区梅街镇            |          |          | 主要生产五七高炮（即 苏联57毫米С-60高射炮） |
| 永红机械厂     | 贵池区梅街镇            |          |          | 主要生产五七高炮（即 苏联57毫米С-60高射炮） |
| 火炬电器厂     | 贵池区梅街镇            |          |          | 主要生产五七高炮（即 苏联57毫米С-60高射炮） |
| 红星化工厂     | 东至县香隅镇            | 1972年   | 2000年   | 生产炸药                                    |
| 金星化工厂     | 东至县香隅镇            | 1972年   | 1999年   | 生产炸药                                    |
| 卫星化工厂     | 东至县香隅镇            | 1973年   | 1999年   | 生产炸药                                    |
| 自强化工厂     | 东至县香隅镇            | 1971年   | 1995年   | 生产合成氨、硝酸、硫酸                      |
| 八五钢厂       | 贵池区梅街镇            | 1969年   | 1999年   |                                             |
| 325电厂        | 贵池区墩上街道          | 1970年   | 运作中   | 为企业和当地群众生活提供电力                |
| 长江医院       | 贵池区梅街镇            | 1972年   | 1989年   |                                             |
| 胜利中学       | 贵池区梅街镇            | 1971年   | 1988年   |                                             |
| 八五中学       | 贵池区梅街镇            | 1971年   | 1988年   |                                             |
| 703变电所      | 贵池区、东至县          | 1971年   | 2002年   |                                             |
| 683车队        | 贵池区城区/东至县尧渡镇 | 1970年   |          |                                             |
| 260电话班      | 贵池区梅街镇            |          |          |                                             |
| 707仓库        | 贵池区                  |          |          |                                             |
| 长江化工机修厂 | 东至县                  |          |          |                                             |
| 龙江水厂       | 东至县东流镇            |          |          |                                             |
| 天山医院       | 东至县                  | 1970年   | 1987年   |                                             |
| 化工中学       | 东至县香隅镇            | 1971年   |          |                                             |
| 260通讯站      | 东至县                  |          |          |                                             |

1980年代改革开放以后，中国的经济建设再一次向东部沿海倾斜。安徽南部的小三线企业，由于地处偏远、交通不便等原因，大部分效益不佳。由于不符合市场需求的选址和建设，大部分三线企业效益尤其低下。1982年9月中共十二大以后，上海市国防工办经过反复研讨和筹划，于1984年7月提出《关于上海小三线调整情况及其调整方案》。自1986年始，经国务院批准，贵池境内的7个上海后方小三线工厂陆续由当地政府接管。故贵池县当年工业产值就增长30%，首次超过农业产值，不仅从安徽省当时规定的财政补贴县名单中除名，还成为当时安徽省经济实力最强的十个县之一。东至县的综合实力当时也在全省靠前。至1988年1月26日，上述企业全部移交给贵池县和东至县政府。随后，上述企业曾一度扭亏为盈，但随着1990年代后期国有企业改制和市场经济的推进，上述企业大部分随即依法破产。但是，上述企业破产后遗留的资源，却为后来乃至今日池州经济的发展具有举足轻重的作用。

### 后续
2018年，池州市人民政府开始立项建设一座以小三线建设为主题的历史展览馆，计划将原507码头厂房建筑物改建，占地约1300平方米。2019年4月，已完成规划设计方案初稿。2020年4月，该项目纳入当地城市绿化改造计划。2021年9月，池州市贵池区民革党员、政协委员、摄影师饶治国以当地缺少以社会主义建设时期为主题的纪念场馆为由，向当地政府建言开设一家关于小三线建设纪念馆，得到当地政府的答复。2021年11月，池州上海小三线历史展览馆项目施工开始招标。2022年2月正式开始动工。至6月1日，项目基本完工。7月18日正式竣工验收。该展览馆分为上下两层，采用人工智能技术演绎小三线建设生产过程中的事迹和成果，增强展馆的艺术氛围。一层主要是以人物雕塑和像主曾使用的工具，以及模拟1965至1968年“小三线”企业的生活工作场景，向游客展示小三线建设初期，工人的工作生活环境。二层则以图片、文字和多媒体等手段，展现小三线工厂的生产过程以及当年工人的生活、工作环境。